# Tipula planicornis
Tipula planicornis är en tvåvingeart som beskrevs av Doane 1912. Tipula planicornis ingår i släktet Tipula och familjen storharkrankar. Inga underarter finns listade i Catalogue of Life.